# サハラ・サヘル観測機構
サハラ・サヘル観測機構 (フランス語: Observatoire du Sahara et du Sahel, OSS)は、1992年に設立されたアフリカの国際機関であり、チュニジアのチュニスに拠点を置く。
サハラ・サヘル観測機構の目標はサハラとサヘルにおける環境を守り、地域における天然資源の利用を管理し、特に砂漠化と気候変動に関連する環境合意を働きかけることである。組織の構成主体は、26カ国のアフリカ諸国、7カ国のアフリカ外の諸国(カナダ、フランス、ドイツ、イタリア、スイス)、13の国際組織(西アフリカ、東アフリカ、北アフリカの準地域代表を含む)と非政府組織からなる。サハラ・サヘル観測機構は1700万ユーロを2006年から2011年の間に募った。2016年4月、モロッコ王国は4年を任期として組織の議長国に選出された。
サハラ・サヘル観測機構のプロジェクトの一部には、マグレブにおける旱魃の早期警戒システムや、アルジェリア、リビア、チュニジアにおける国境を越える地下水管理など、12カ国、25カ所の観測所から構成される長期生態学研究ネットワーク(フランス語: Réseau d'Observatoires de Surveillance Ecologique à long Terme, ROSELT) が含まれる。

## 構成主体

### 加盟国
2022年12月時点でのサハラ・サヘル観測機構には、以下のアフリカ諸国26カ国と非アフリカ諸国7カ国の計33カ国が加盟している。
アフリカ諸国:
- アルジェリア
- ベナン
- ブルキナファソ
- カメルーン
- カーボベルデ
- コートジボワール
- ジブチ
- エジプト
- エリトリア
- エチオピア
- ガンビア
- ギニアビサウ
- ケニア
- リビア
- マリ
- モロッコ
- モーリタニア
- ニジェール
- ナイジェリア
- ウガンダ
- 中央アフリカ共和国
- セネガル
- ソマリア
- スーダン
- チャド
- チュニジア

非アフリカ諸国:
- ドイツ
- ベルギー
- カナダ
- フランス
- イタリア
- ルクセンブルク
- スイス

### 加盟組織
サハラ・サヘル観測所には以下の組織が加盟している。
- Centre d'Actions et de Réalisations Internationales
- サヘル干ばつ対策国家間常設委員会
- チャド湖流域委員会
- サヘル・サハラ諸国国家共同体
- Centre Régional de Télédétection des Etats de l'Afrique du Nord
- 政府間開発機構
- Environnement et Développement du tiers-monde
- 国際連合食糧農業機関
- 緑の長城汎アフリカ機関
- Réseau Sahel Désertification
- 国連砂漠化対処条約
- アラブ・マグレブ連合
- Coordination Régionale des Usagers.ères des ressources naturelles du Bassin du Niger